# 赫龙洛之围 (1627年)
52°3′N 6°37′E / 52.050°N 6.617°E
赫龙洛之围是由弗雷德里克·亨德里克率领的荷兰军队，与西班牙帝国控制的要塞城市赫龙洛间的战争。是八十年战争的一部分。由亨德里克·范登贝赫率领的西班牙军队曾前往赫龙洛解围，但为时已晚。攻城战自一六二七年七月二十日起，终于八月十九日。最终守军向荷兰投降。
攻城战中，荷兰军队为防止敌人逃逸求援，便修建了一条长达十六千米的城墙。在一六二四年的布雷达之围中,安布罗西奥·斯皮诺拉运用了同样的方法。赫龙洛之围后，弗雷德里克便将这种方法运用到其他的攻城战中，比如斯海尔托亨博斯之围。赫龙洛的胜利是十二年停战后的荷兰第一次真正意义上的胜利。

## 赫龙洛
赫龙洛虽小，却据必争之地，故西班牙重兵把守；亦为繁华之城，处汉萨商线必经之路。其四周皆为沼地，易守难攻，得此城者，得此地也。
拿骚的毛里茨曾于1595年围攻赫龙洛，却以失败告终。1597年毛里茨卷土重来，攻占了赫龙洛。但安布罗西奥·斯皮诺拉有在1606年收复了赫龙洛。毛里茨再次进攻赫龙洛，但又以失败告终。最后，荷兰在1627年重新夺回赫龙洛。
赫龙洛攻难守易，堡垒森严。来自阿赫特胡克和费吕沃的税金被聚集至此，为西班牙提供源源不断的战争经费。若与奥尔登扎尔,布雷德福特和林根三城联合，便可作为战争基地，从东面威胁共和国的安全，成为一大隐患。为此，荷兰国会选择进攻赫龙洛，而非单单在海上与西班牙作战（而这正是强大的荷兰与泽兰所渴望的）。

## 序曲
弗雷德里克率步兵一万五，骑兵四千，携后勤车千辆，大炮七十五门，经由莱茵河登陆埃默里希。军中不乏来自欧陆各地的雇佣兵，有来自苏格兰，英格兰，上德意志的，亦有来自弗里斯兰，法兰西的。七月二十日，荷兰兵临赫龙洛，将此地围得水泄不通。

### 城墙
次日，数千名荷兰士兵和佣工开始建起一条连绵不断的城墙。城墙屹立于赫龙洛东面，高十英尺（约三米），长十六千米。沿城墙一起建起的还有壁垒，战壕等防御工程。(荷蘭語：Schansen)
弗雷德里克·亨利让同一民族的人一起工作，所以英格兰要塞(Engelse Schans)由英格兰人建造并驻守，法兰西要塞，弗里斯要塞和荷兰要塞也同样如此。大炮被安置在军事要地，如此荷兰的城墙就在全方位保护之下。赫龙洛城中大炮的射程被精确测量：它们射不到两千米外的战线。十天内，城墙便建设完成，并在围城战中被不断加固。
弗雷德里克知道，由亨德里克·范登贝赫率领的西班牙大军盘踞在南尼德兰，若想要避开一场恶战，就必须转移他们的注意力，从而延误他们的到来。为此，弗雷德里克声东击西，在德意志戈赫虚晃一枪。为了后勤，他建起了连接代芬特尔和聚特芬的供应线；又布下天罗地网，重重眼线，来预防西班牙人在邻近地区站稳脚跟。

## 包围

### 赫龙洛城内

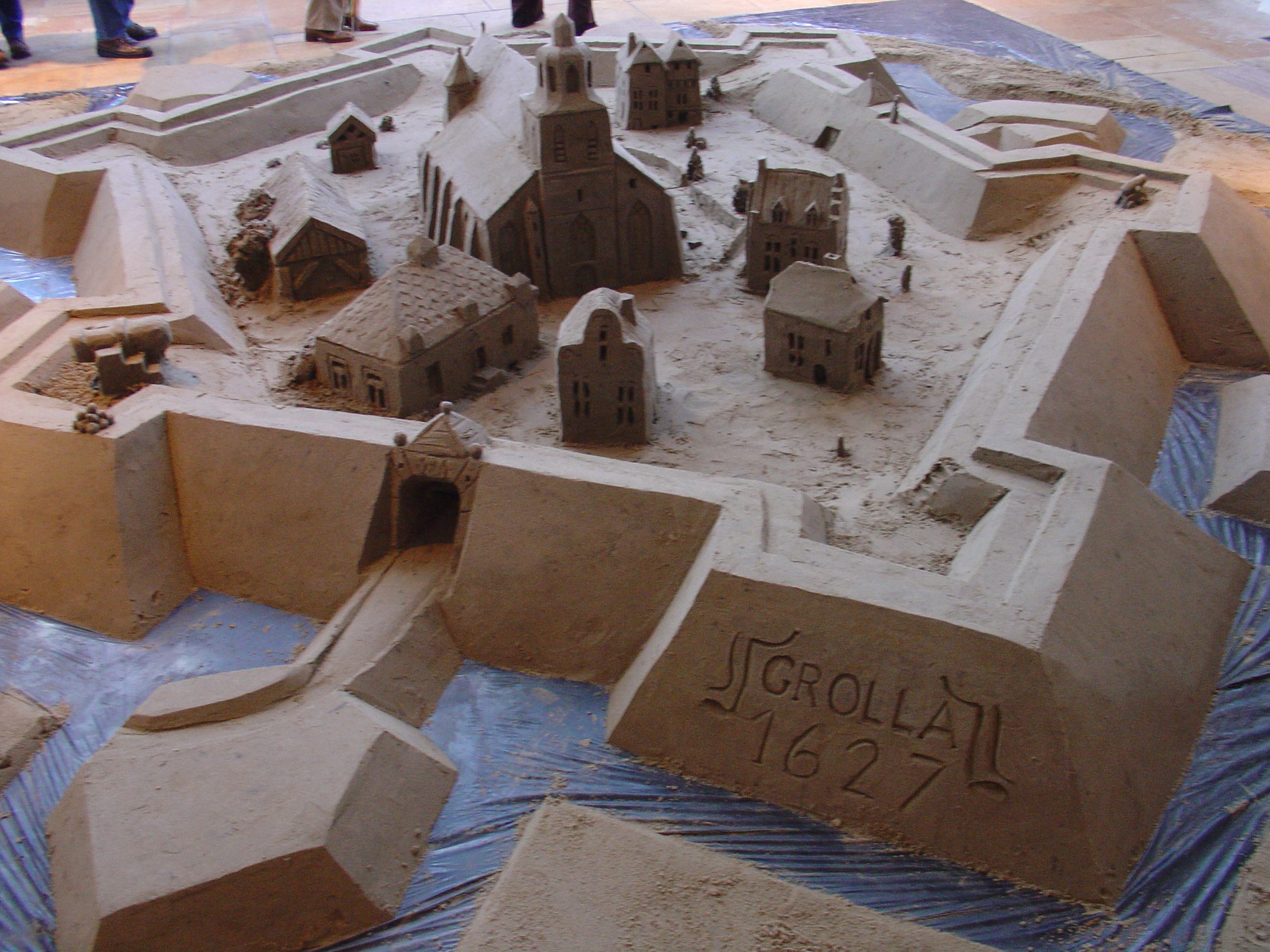
沙制1627年赫龙洛城模型

赫龙洛守军司令马泰斯·迪尔肯是一名经验丰富的指挥官。他有一千两百名步兵（不算入伍的市民）和由兰伯特·弗瑞肯率领的一百名骑兵，还有丰富的补给。迪尔肯同样要求手下加固了防御，具体做法即为：“...用火枪和炮弹以一切方式伤害敌人。”荷兰人的防线修建完后，赫龙洛便遭到荷兰军队的猛烈轰炸；同时，荷兰人，英格兰人，法兰西人挖着锯齿形的战壕，一步一步逼近赫龙洛。而被围者披星戴月，拼命修补城墙上被炸出的缺口。然而，两百发燃烧弹“火球”被射进了城，给城中建筑和市民造成极大伤害。迪尔肯的肩膀也受了枪伤，于是他把指挥权给了弗瑞肯。弗瑞肯便率骑兵出城突袭荷兰防线，进攻了在建战壕和拿骚-迪茨的营地，且损失很少。在赫龙洛，由于一名士兵的粗心，两桶火药爆炸，造成四十人的伤亡。

### 赫龙洛城外

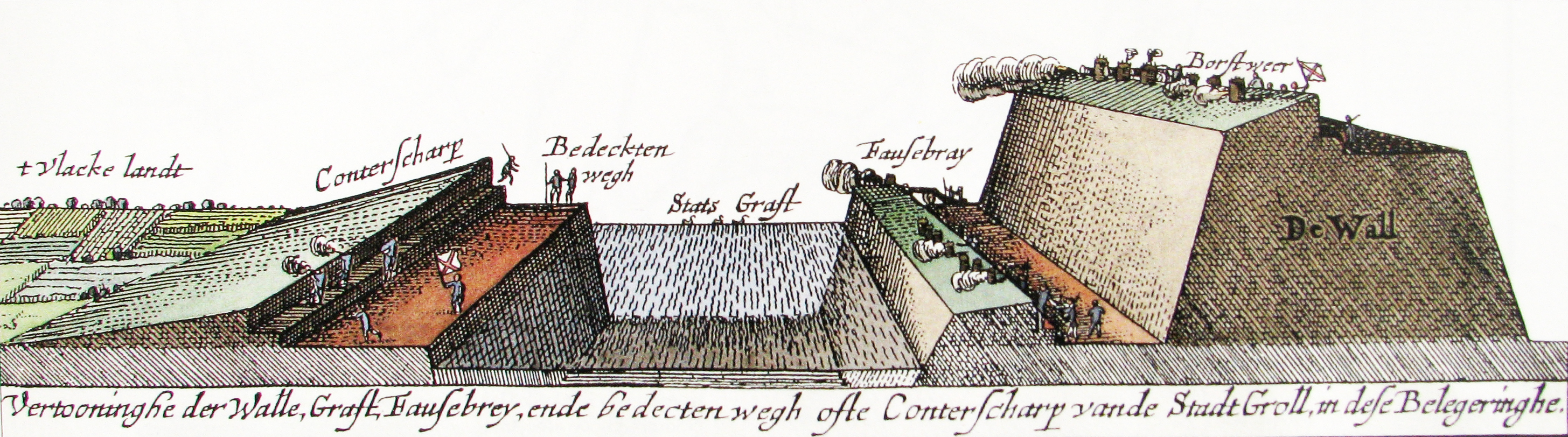
1627年赫龙洛城外荷兰防线的横截面

与此同时，英格兰挖掘小组第一个挖到了环绕赫龙洛的运河。为了方便船只进出，他们炸掉了城北的船闸，此举亦使运河中的水减少到九英尺。此后，荷兰人准备在运河上建起一座堤坝来过河。但赫龙洛城中的炮火把堤坝彻底摧毁。最终，在两支炮兵残部的掩护下，荷兰人建起了两座堤坝，但伤亡是巨大的，其中包括两名英格兰军官的死亡。渡过运河后，他们便在赫龙洛城墙下挖起了地道，然而常规战斗还是在城外进行。

### 范登贝赫的到来

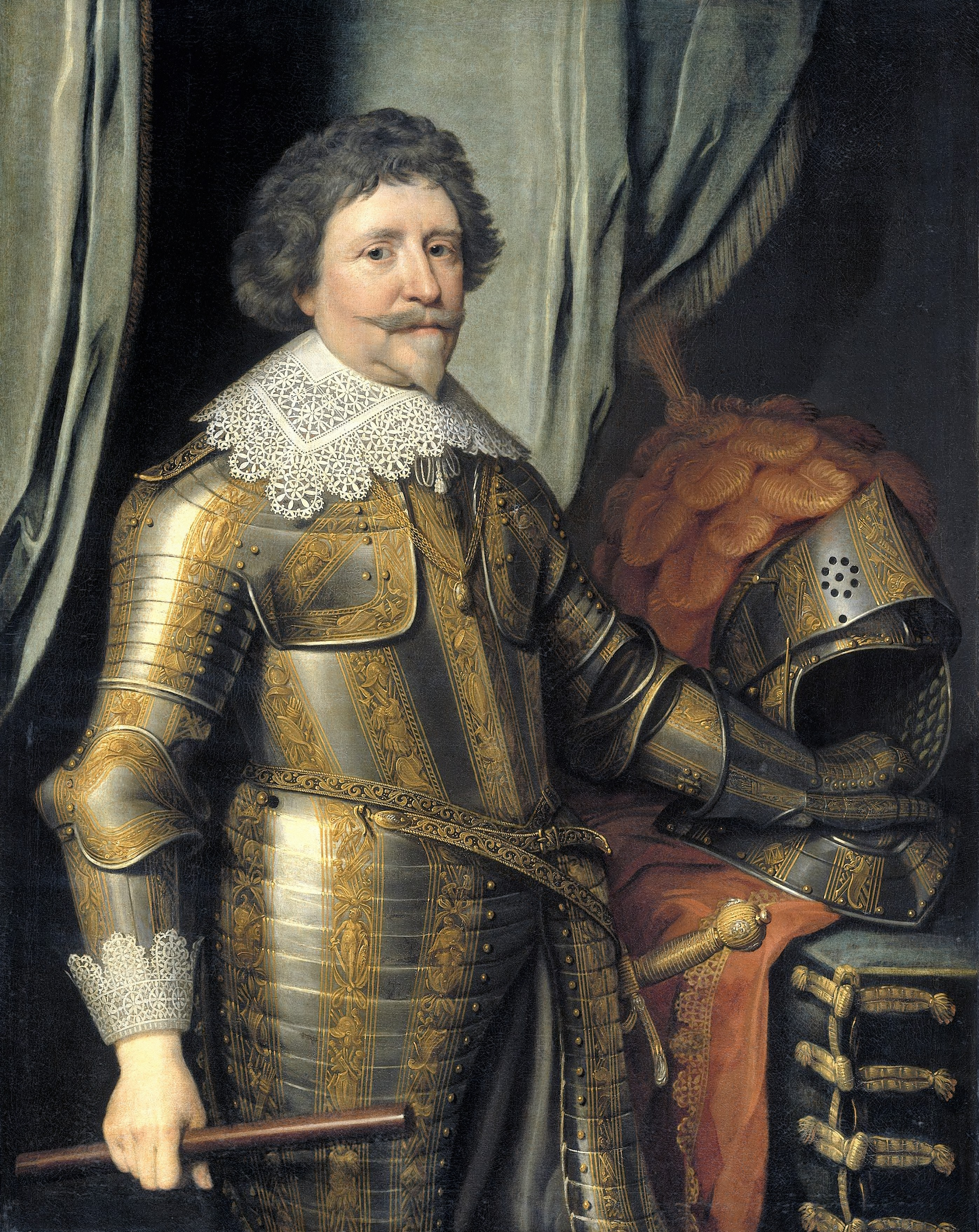
弗雷德里克·亨利，奥兰治亲王

与此同时，范登贝赫带着他的西班牙常胜军，以及一千八百名德意志雇佣兵已经逼近赫龙洛，他们数量远超荷军。但因为补给不足，又错过了和荷军面对面战斗的时机，他们只得鸣枪以示援兵至。由于西军和意军间的内讧不断，切断荷军后勤线的计划也一败涂地。最终，贝赫只能计划冲破荷兰防线来进入赫龙洛城。他首先成功攻击了苏格兰营，但莫罗军官的反击把西班牙人赶走了出去。此自，贝赫再无胜利的希望。

### 谈判
弗雷德里克尝试与迪尔肯谈判，告诉他西班牙援军无法解围赫龙洛了，但伤愈的迪尔肯将谈判一事一口回绝。于是围城战只得继续。渡过运河的英格兰士兵成功在一座赫龙洛城外防御塔下(faussebray)布下了炸弹。八月十八日，炸弹爆炸，在城墙上炸出大缺口。英格兰士兵涌了进去，爬上了赫龙洛的东墙，但等待他们的是由弗瑞肯率领的数百名火枪手和滚烫的沥青，守军三次击退英军，近似一场屠杀。但睿智的迪尔肯知道很快赫龙洛将三面受敌，且城中人手武器都不足。他只得宣布停战并派遣谈判代表。

### 和约
一份仿照布瑞达之围(1624年)时的和约在三天后被签订，将赫龙洛城交给了共和国。守军和市民可以带着武器和钱离开，但最多只能带两把枪。按照和约，弗雷德里克须借给守军两百辆推车。为了防御敌人未来的进攻，他又在赫龙洛部署了军队，摧毁了完工的荷兰防线，填满了战壕。城中的天主教乌特勒支总教区的菲利普·洛维纽斯也获准离开。赫龙洛从此成为共和国的一部分。
共和国隆重庆祝了这场胜利。西班牙在无数失败后终于被打倒了。胡果·格老秀斯在《赫龙洛之围》(Grollae Obsidio)写下了战争的种种细节；约斯特·范·登·冯德尔为胜利写了一篇七百三十八节的诗。古谚“如赫龙洛般固若金汤”(Zo vaste as Grolle)由此诞生，作为对攻城困难重重的引用。